# Hydaticus major
Hydaticus major är en skalbaggsart som beskrevs av Régimbart 1899. Hydaticus major ingår i släktet Hydaticus och familjen dykare. Inga underarter finns listade i Catalogue of Life.